# بابیان (مشگین‌شهر)
بابیان یک منطقهٔ مسکونی در ایران است که درشهرستان مشگین‌شهر استان اردبیل واقع شده‌است. بابیان ۴۳ نفر جمعیت دارد.

## جمعیت
این روستا در  دهستان لاهرود قرار دارد و براساس سرشماری مرکز آمار ایران در سال ۱۳۸۵، جمعیت آن ۴۳ نفر (۹ خانوار) بوده‌است.